# Trophée Claude-Larose
Le trophée Claude-Larose est un trophée de hockey sur glace du Québec. Il est remis annuellement depuis la saison 1996-1997 au joueur ayant été jugé le plus utile à son équipe dans la Ligue nord-américaine de hockey.
Ce trophée honore Claude Larose, qui a joué dans la Ligue nationale de hockey de 1962 à 1978, remportant cinq coupes Stanley et participant à quatre Matchs des étoiles de la LNH.

## Récipiendaires
| Saison    | Vainqueur               | Équipe                                             |
| --------- | ----------------------- | -------------------------------------------------- |
| 1996-1997 | Denis Paul              | Blizzard de Saint-Gabriel                          |
| 1997-1998 | Steve Cadieux           | Rapides de Lachute                                 |
| 1998-1999 | Denis Paul              | Blizzard de Joliette                               |
| 1999-2000 | Frédéric Vermette       | Garaga de Saint-Georges                            |
| 2000-2001 | Michel Mongeau          | Mission de Joliette                                |
| 2001-2002 | Jean Blouin             | Garaga de Saint-Georges                            |
| 2002-2003 | Frédéric Deschênes      | Prolab de Thetford-Mines                           |
| 2003-2004 | David Saint-Pierre      | Dragons de Verdun                                  |
| 2004-2005 | Wes Goldie              | Mission de Sorel-Tracy                             |
| 2005-2006 | Marco Charpentier       | Radio X de Québec                                  |
| 2006-2007 | Michel Picard           | Prolab de Therford-Mines                           |
| 2007-2008 | Kevin Asselin           | Top Design de Saint-Hyacinthe                      |
| 2008-2009 | Kévin Cloutier          | CRS Express de Saint-Georges                       |
| 2009-2010 | Jean-François Boutin    | Saint-François de Sherbrooke                       |
| 2010-2011 | Kévin Cloutier          | Cool FM 103,5 de Saint-Georges                     |
| 2011-2012 | Julien Ellis            | Caron et Guay de Trois-Rivières                    |
| 2012-2013 | Grégory Dupré           | HC Carvena de Sorel-Tracy                          |
| 2013-2014 | Marco Cousineau         | Caron et Guay de Trois-Rivières                    |
| 2014-2015 | Marco Charpentier       | Mission de Sorel-Tracy                             |
| 2015-2016 | Thomas Beauregard       | Caron et Guay de Trois-Rivières                    |
| 2016-2017 | Marco Charpentier       | Mission de Sorel-Tracy                             |
| 2017-2018 | Marc-André Tourigny     | 3L de Rivière-du-Loup                              |
| 2018-2019 | Maxime Villemaire       | 3L de Rivière-du-Loup                              |
| 2019-2020 | Maxime Lecours          | Assurancia de Thetford Mines                       |
| 2020-2021 | Pas de gagnant          | Saison annulée en cause de la pandémie de COVID-19 |
| 2021-2022 | Maxime St-Cyr           | 3L de Rivière-du-Loup                              |
| 2022-2023 | André Bouvet-Morissette | Éperviers de Sorel-Tracy                           |